# شمال لندن

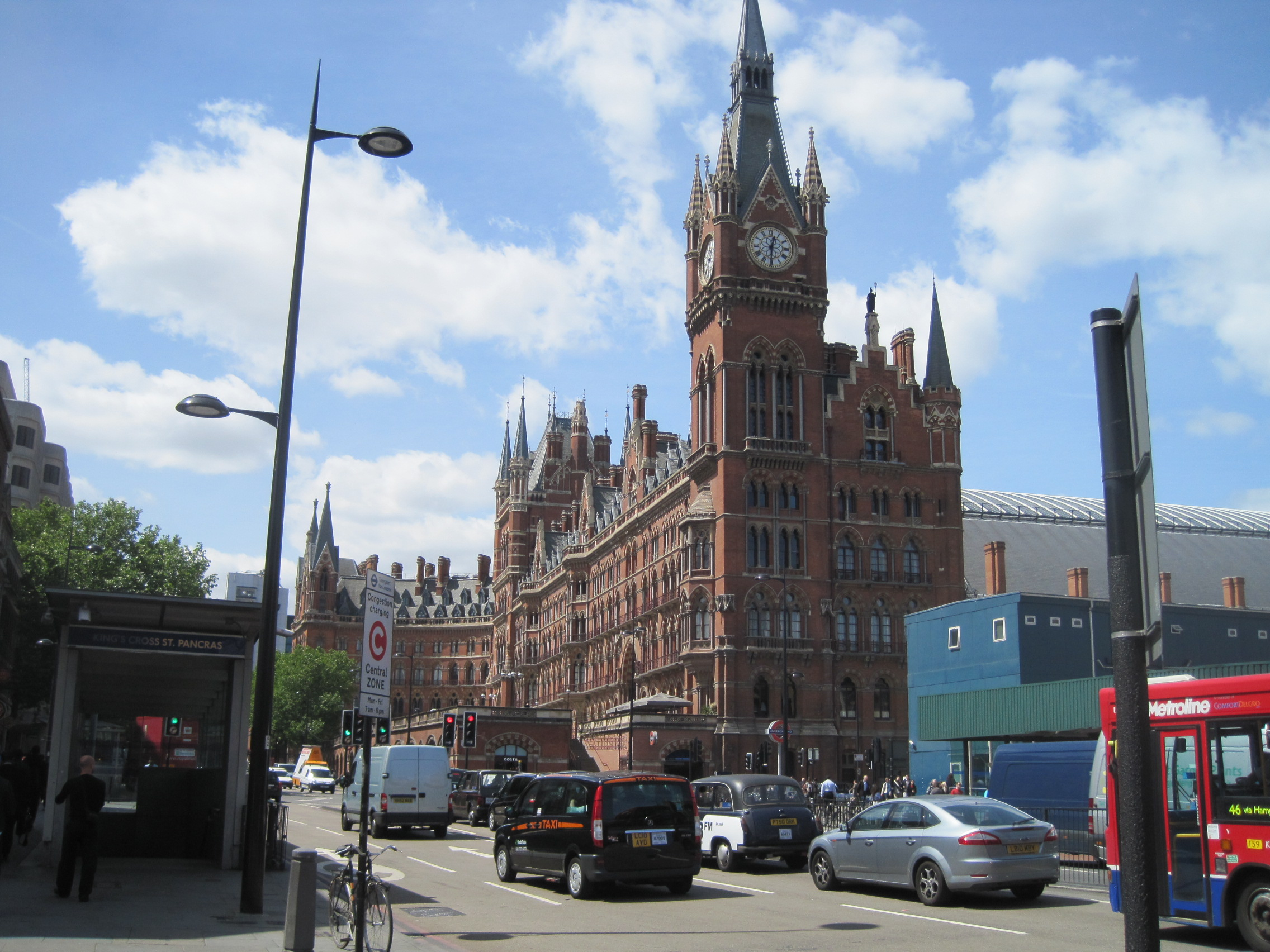
محطة سانت بانكراس.

شمال لندن هو الجزء الشمالي من لندن، إنجلترا، شمال نهر التايمز. يمتد من كليركينويل وفينسبري، على حافة الحي المالي في مدينة لندن، إلى حدود لندن الكبرى مع هيرتفوردشاير.
يستخدم مصطلح شمال لندن للتمييز بين المناطق في جنوب لندن وشرق لندن وغرب لندن. بعض أجزاء شمال لندن هي أيضًا جزء من وسط لندن. توجد منطقة بريدية شمالية، ولكن هذا يشمل بعض المناطق التي لا توصف عادةً بأنها جزء من شمال لندن، بينما تستثني العديد من المناطق الأخرى.

## تطوير
تطورت أول ضاحية شمالية في سوك أوف كريبلجيت في أوائل القرن الثاني عشر، لكن نمو لندن خارج بواباتها الشمالية الرومانية كان أبطأ مما كان عليه في اتجاهات أخرى، ويرجع ذلك جزئيًا إلى الأرض المستنقعية شمال الجدار وأيضًا لأن الطرق عبر تلك البوابات كانت أقل ارتباطًا من أي مكان آخر. كانت الأبرشيات التي ستصبح شمال لندن ريفية بالكامل تقريبًا حتى فترة العصر الفيكتوري. تم تجميع العديد من هذه الأبرشيات في منطقة تسمى قسم Finsbury.
في أوائل القرن التاسع عشر، أدى وصول قناة ريجنت في إيسلينجتون وسانت بانكراس إلى تحفيز التوسع الشمالي في لندن، واستمر ذلك التوسع وأدى تطوير شبكة السكك الحديدية إلى تسريع التحضر، وتعزيز النمو الاقتصادي في العاصمة والسماح بإنشاء ضواحي للركاب.
استمر هذا الاتجاه في القرن العشرين وتم تعزيزه من خلال التنقل باستخدام السيارات حتى إنشاء الحزام الأخضر المتروبوليتان، بعد فترة وجيزة من الحرب العالمية الثانية، والذي منع لندن من التوسع أكثر.

## الاستخدامات الرسمية

### المناطق الفرعية لسياسة التخطيط

تمتد المنطقة الفرعية من شارع Watling إلى Lea، ولكنها تستثني المزيد من المناطق المركزية في شمال لندن.

تضمن التكرار لعام 2011 لخطة لندن تعديل المنطقة الفرعية «الشمالية»، لاستخدامها في التخطيط والمشاركة وتخصيص الموارد وأغراض إعداد التقارير المرحلية. وهي تتألف من أحياء لندن وهي بارنت وهارينجي وإنفيلد. اختلفت صيغتا 2004-2008 و 2008-2011 للمناطق الفرعية لخطة لندن في تكوينها.

### شمال التايمز: تقرير لجنة الحدود
في عام 2017، طلبت الحكومة من لجنة حدود إنجلترا إعادة النظر في حدود الدوائر الانتخابية البرلمانية. كان نهج اللجنة هو البدء بالمناطق الحالية في إنجلترا (في هذه الحالة لندن) ثم تجميع السلطات المحلية داخل تلك المنطقة في مناطق فرعية لمزيد من التقسيمات الفرعية.
تشمل منطقة شمال التايمز الفرعية جميع أجزاء لندن الواقعة شمال النهر؛ الأحياء التسعة عشر التي تقع بالكامل شمال النهر، بالإضافة إلى أجزاء عبر نهر ريتشموند على نهر التايمز.
اتخذت دراسة سابقة عام 2013، والتي لم يتم اعتماد توصياتها، نهجًا مختلفًا من خلال تخصيص ريتشموند بالكامل للجنوب. تشمل هذه القائمة جميع الأحياء المدرجة في منطقة شمال التايمز والتي هي:
|        | حي لندن           | مناطق الرمز البريدي | المنطقة الفرعية لعام 2011 | جمعية لندن        |
| ------ | ----------------- | ------------------- | ------------------------- | ----------------- |
|        | باركينج وداجنهام  | IG, RM, E           | الشرق                     | المدينة والشرق    |
| </img> | بارنت             | EN, HA, N, NW       | الشمال                    | بارنت وكامدن      |
| </img> | برنت              | HA, NW, W           | الغرب                     | برنت وهارو        |
| </img> | كامدن             | EC, WC, N, NW, W    | الوسط                     | بارنت وكامدن      |
| </img> | إيلينغ            | UB, W, NW           | الغرب                     | إيلينغ وهيلينجدون |
| </img> | انفيلد            | EN, N               | الشمال                    | انفيلد وهارينجي   |
| </img> | هاكني             | E, EC, N            | الشرق                     | الشمال الشرقي     |
| </img> | هامرسميث وفولهام  | SW, W, NW           | الغرب                     | غرب وسط           |
| </img> | هارينجي           | N                   | الشمال                    | انفيلد وهارينجي   |
| </img> | مسلفة             | HA, UB, NW          | الغرب                     | برنت وهارو        |
| </img> | هافرينغ           | RM, CM              | الشرق                     | هافرينج وريدبريدج |
| </img> | هيلينجدون         | HA, TW, UB, WD      | الغرب                     | إيلينغ وهيلينجدون |
| </img> | هونسلو            | TW, W, UB           | الغرب                     | جنوب غرب          |
| </img> | ايسلينجتون        | EC, WC, N           | الوسط                     | الشمال الشرقي     |
| </img> | كنسينغتون وتشيلسي | W, SW               | الوسط                     | غرب وسط           |
| </img> | نيوهام            | E                   | الشرق                     | المدينة والشرق    |
| </img> | ريدبريدج          | E, IG, RM           | الشرق                     | هافرينج وريدبريدج |
| </img> | غابة والثام       | E, IG               | الشرق                     | الشمال الشرقي     |
| </img> | وستمنستر          | NW, SW, WC, W       | الوسط                     | غرب وسط           |

### كرة القدم: شمال لندن ديربي
في كرة القدم الإنجليزية، يعتبر فريقا أرسنال وتوتنهام هم فريقي شمال لندن والمباريات ضد بعضهما البعض معروفة باسم ديربي شمال لندن.
وقد وصفت بأنها «واحدة من أعنف مباريات الديربي في كرة القدم الإنجليزية والتي تفصل بين العائلات في شمال لندن».
تُعرف مباريات الدوري في الدوري الإنجليزي الممتاز ودوري كرة القدم سابقًا باسم ديربي شمال لندن. حتى الآن، تم التنافس في 167 مباراة حقق فيها ارسنال 66 فوزًا وحقق توتنهام 54 وكان التعادل بينهما في 47 مباراة. في مباريات أخرى، يشار إليها بشكل عام باسم ديربي شمال لندن، أسفرت مباريات كأس الاتحاد الإنجليزي الست عن 4 انتصارات أرسنال مقابل 2 لتوتنهام بدون تعادلات، في حين انتهت مباريات كأس الرابطة الـ 14 بـ 7 انتصارات لأرسنال مقابل 4 لتوتنهام. و 3 تعادلات. في الدرع الخيرية الوحيد بين الناديين، ثم حصريًا بين أبطال الدوري في الموسم السابق والفائزين بكأس الاتحاد الإنجليزي، سُحبت مسابقة عام 1991 مع الدرع المشتركة. وكان توتنهام قد فاز بنهائي كأس الاتحاد الإنجليزي عام 1991 بعد فوزه على أرسنال 3-1 في نصف النهائي، وأول نصف نهائي لكأس الاتحاد الإنجليزي والأول من بين خمسة ديربيات في شمال لندن تقام على ملعب ويمبلي. 1991 Charity Shield هي المناسبة الوحيدة حتى الآن التي تعرض فيها الكأس للخطر، على الرغم من أن أرسنال في 1971 (0-1) و 2004 (2-2) توج بطلاً للدوري في صافرة نهاية ديربي شمال لندن في توتنهام.

## مناخ
تتمتع شمال لندن، مثل أجزاء أخرى من لندن والمملكة المتحدة بشكل عام، بمناخ بحري معتدل وفقًا لنظام تصنيف مناخ كوبن. تتوفر ملاحظات المناخ طويلة المدى التي يعود تاريخها إلى عام 1910 في هامبستيد، وهي أيضًا أكثر محطة أرصاد جوية ارتفاعًا في منطقة لندن، وتقع على ارتفاع 137 مترًا. هذا الموقع على قمة التل والحضر يعني أن الصقيع الشديد نادر.
تزداد درجات الحرارة باتجاه نهر التايمز، أولاً بسبب تأثير الاحترار الحضري للمنطقة المحيطة، وثانياً بسبب انخفاض الارتفاع نحو النهر، مما يعني أن بعض الهوامش الشمالية المرتفعة شمال لندن غالبًا ما تكون أكثر برودة بدرجة أو حتى من تلك المناطق المجاورة نهر التايمز. من حين لآخر، يمكن رؤية الثلج مستلقًا باتجاه Chilterns بينما يكون وسط لندن خالٍ من الثلج.
عادةً ما يبلغ متوسط أحر يوم في العام في هامبستيد 29.3 °م (84.7 °ف) مع تحقيق إجمالي يبلغ حوالي 14 يومًا  قيمة 25.1 °م (77.2 °ف) أو أعلى.
يجب أن ينخفض متوسط أبرد ليلة إلى −5.6 °م (21.9 °ف) . في المتوسط 35.8 ليلة ستبلغ عن صقيع جوي، وسيسجل حوالي 119 يومًا من العام ما لا يقل عن 1 ملم من الأمطار، وفي 7.4 أيام سيتم ملاحظة غطاء من الثلج. تشير جميع المعدلات السنوية إلى فترة المراقبة 1971-2000.

## أنظر أيضا
- مركز لندن
- لندن الشرقية
- لندن الداخلية
- لندن الخارجية
- جنوب لندن
- غرب لندن